# Claiborne Fox Jackson
Claiborne Fox Jackson (ur. 4 kwietnia 1806, zm. 6 grudnia 1862) – prawnik, polityk i wojskowy amerykański.

## Życiorys
W 1861 roku objął pozycję gubernatora stanu Missouri. Jako zwolennik Skonfederowanych Stanów Ameryki odmówił żądaniu prezydenta Abrahama Lincolna o wsparcie wojskowe dla Unii. W lipcu popierający w większości Unię stanowy parlament na stanowisko gubernatora powołał Hamiltona Rowana Gamble.
Jackson zorganizował oddziały gwardii stanowej, które walczyły po stronie konfederatów przeciwko Unii, i którymi dowodził w bitwach pod Carthage i nad Wilson’s Creek. Przewodniczył również sesji stanowego parlamentu, która przegłosowała secesję stanu Missouri z Unii. Sesja ta, a zatem i głosowanie, nie były legalne, ponieważ nie uczestniczyła w nich wymagana liczba parlametarzystów. Mimo tego rząd Konfederacji zaakceptował tę decyzję i Jackson pozostał gubernatorem Missouri na wygnaniu, aż do śmierci 6 grudnia 1862 roku.